# Nicola Maria Rossi

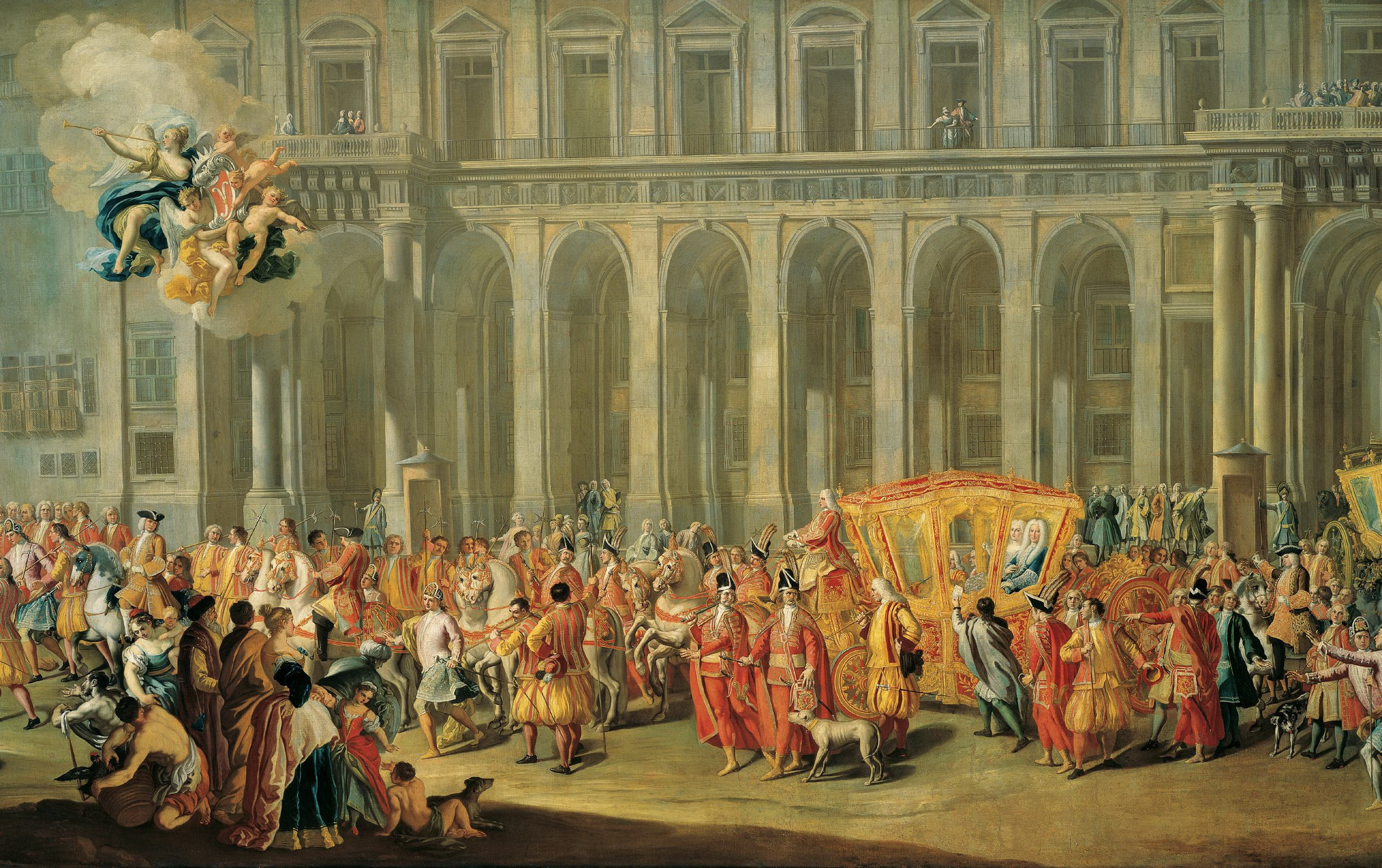
Uscita del viceré Von Harrach e la sua corte da Palazzo Reale

Nicola Maria Rossi (Napoli, 1690 – Napoli, 23 aprile 1758) è stato un pittore italiano del periodo tardo barocco.

## Biografia e opere
Nicola Maria Rossi non iniziò la sua carriera come pittore, iniziò invece gli studi per dottore in legge, ma come dice il De Dominici nella sua Vite dei pittori, scultori e architetti napoletani:
(Bernardo De Dominici,Vite dei pittori, scultori e architetti napoletani, p. 596)
Allora è entrato nello studio di Francesco Solimena nel 1706, a soli 16 anni di età. All'inizio del tirocinio di Nicola Maria Rossi, il Solimena era in linea con la pittura arcadica e si stava allontanado dal barocco estremo andando verso uno stile più classico, in debito con Carlo Maratta.
Rossi imitò lo stile del suo maestro con tanto successo che il De Dominici dice che spesso le sue copie venivano scambiate per gli originali. Gli affreschi del 1716 per la Basilica di San Sossio Levita e Martire a Frattamaggiore sono senza dubbio di sua mano.
Nel 1721 il giovane Corrado Giaquinto entrò nella sua bottega e nel 1727 il sedicenne Michele Foschini.

### Le chiese di Napoli

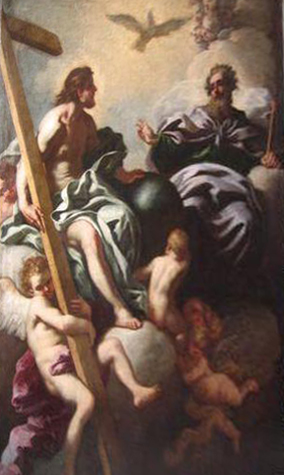
Trinità (1723), chiesa di San Nicola alla Carità (Napoli)

Napoli, oltre la sua città natale fu anche la vetrina delle sue opere.
Nel 1717 si trovano le sue prime tele nella Basilica di Santa Maria della Pazienza. Nel 1723 dipinse, sotto la direzione di Solimena, l'affresco del Padre Eterno e la tela della Trinità per la chiesa di San Nicola alla Carità a Napoli, una sua tela con San Michele e gli angeli ribelli si trova nella chiesa di San Giuseppe dei Vecchi. Per l'altare maggiore di una cappella della chiesa di Santa Maria della Concezione a Montecalvario dipinse una pala con San Michele.
Nella chiesa della Croce di Lucca alcuni putti coi simboli della Passione affrescati negli archi sono di sua mano, databili tra il 1736 e il 1737, mentre due tele della stessa chiesa con due episodi della storia dell'Invenzione della Croce, sono state spostate altrove durante i lavori di rifacimento della chiesa, che avrebbe dovuto comportarne l'abbattimento. Tutto questo per far spazio alle cliniche universitarie costruite ai primi del Novecento, durante i quali lavori era già stato abbattuto il convento delle Carmelitane annesso alla chiesa.
Una Vergine annunziata del 1744 si trova all'interno del Duomo. Una sua Crocifissione si trova nella chiesa di Santa Maria della Graziella. Nella chiesa di Santa Maria ad Ogni Bene dei Sette Dolori una pala con Madonna e santi e una Madonna con bambino nella chiesa di Sant'Efremo Vecchio. Nella Chiesa di Santa Maria della Purità al Vomero dipinse la pala per l'altare maggiore con la Madonna della Purità e Santi, datata 1720. Nella Basilica di San Lorenzo ci sono due sue tele rappresentanti La Madonna addolorata e un San Michele e altri santi. Una Madonna con bambino e Santi del 1748 si trova nella Chiesa dei Santi Demetrio e Bonifacio. Nella Chiesa di Sant'Aniello a Caponapoli sono state di recente ricollocate (dopo una lunga permanenza nei depositi della Sovrintendenza e dopo un accorto restauro) due tele con La Nascita del Battista e La Decollazione del Battista. La Presentazione della Vergine al Tempio che sormontava l'altare maggiore del Sacro Tempio della Scorziata è stata trafugata nel 1993 (i carabinieri del nucleo tpc ne hanno ritrovato due frammenti).
Nell'affresco de L'Assunzione della Vergine (firmata e datata 1725) per la Cappella dell'Immacolata della Basilica di San Paolo Maggiore si vede ancora la corrispondenza con lo stesso soggetto solimenesco, influenza dalla quale il Rossi non uscì mai rimanendovi fedele in tutta la sua produzione e passando il testimone al suo allievo più famoso Corrado Giaquinto.

### Chiese del Regno

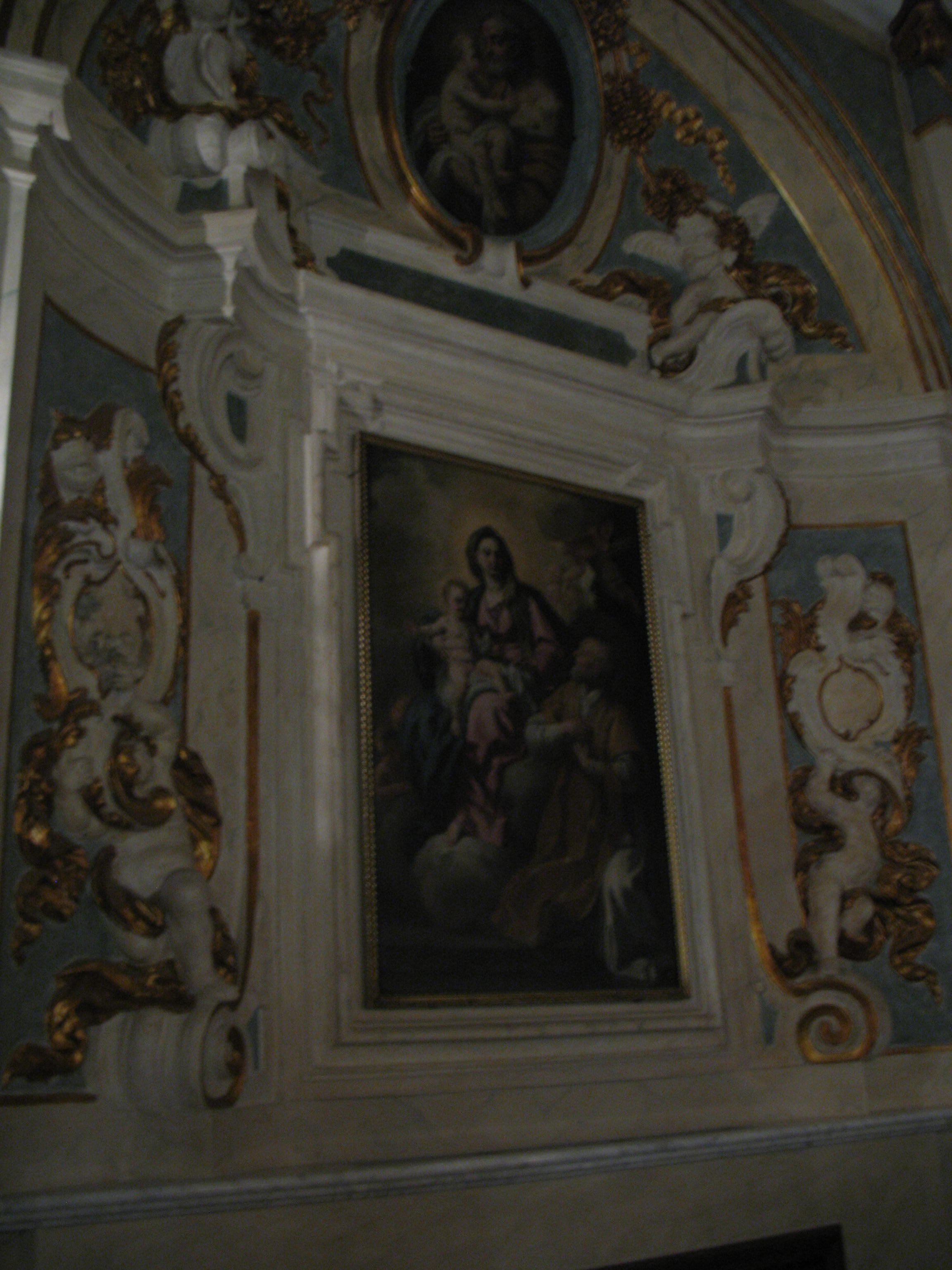
Tela di Nicola Maria Rossi: La Vergine Maria appare a San Filippo Neri, Chieti, chiesa della Santissima Trinità

Anche fuori Napoli si trovano alcune sue opere come la Madonna con bambino e San Nicola da Tolentino per la Confraternita di San Nicola di Venafro. A Piedimonte Matese, nella chiesa di San Tommaso d'Aquino si trova la tela con La Natività del 1732 e nella chiesa della Santissima Annunziata, una tela smisurata rappresenta le Nozze di Cana sempre dello stesso anno.
Nella vicina Alvignano una sua pala d'altare decora la chiesa di San Sebastiano. Del 1733 è la decorazione a fresco della chiesa di Sant'Anna a Rivello. Una sua tela con La Madonna di Loreto del 1735 è conservata nella Galleria del Forte spagnolo abruzzese dell'Aquila oggi Museo Nazionale d'Abruzzo e, sempre in Abruzzo una tela con La Madonna il bambino angeli e Santi per la chiesa di San Francesco a Chieti. Nella stessa città, nella chiesa della Trinità, è conservata una sua tela della Madonna con San Filippo Neri, oltre a un ovale con la pittura di San Giuseppe e il Bambino. Un restauro del 2010 ha consentito di rinvenire la firma del pittore su sei pale d'altare conservate nella chiesa di San Domenico a Pianella (Pescara).

### Ritratti e affreschi
Nel 1725 il Rossi lo troviamo a Vienna per la decorazione della Galleria di Palazzo Refrano, palazzo dell'omonimo marchese, Consigliere di Stato dell'Imperatore Carlo VI d'Asburgo. Dipinse per questo palazzo una grande tela rappresentante La virtù eroica coronata dalla Gloria, dalla Fama e altre virtù.
Tornato a Napoli fu accolto nella corte del viceré Aloys Thomas Raimund von Harrach, suo protettore, che lo impiegò nella decorazione a fresco di suoi palazzi e ville. Oggi ci rimangono le tele Pallade che libera la gioventù dai vizi e L'Allegoria della saggezza visibili oggi al Kunsthistorisches Museum di Vienna e altre tele di carattere allegorico-celebrativo, un tempo a Palazzo Reale, poi trasportate nella residenza austriaca del conte di Harrach.
Il Palazzo Caracciolo di Avellino contiene suoi affreschi che probabilmente sono stati fatti oscurando gli originali seicenteschi di Belisario Corenzio e Giacomo del Pò.
Anche al Palazzo Reale di Napoli decorò gli Appartamenti della regina (al contempo Francesco Solimena affrescava quelli del Re). Gli Appartamenti privati dei sovrani erano stati edificati sulla terrazza esposta a sud (lato mare), decorati, e successivamente in massima parte demoliti. Nel 2013 sono stati recuperati e restaurati gli affreschi superstiti realizzati dal Rossi nell'oratorio privato, entro il 1738, anno delle nozze di Carlo e Maria Amalia (per immagini, piante degli appartamenti interessati, notizie dettagliate sugli interventi effettuati, cfr. Gina Carla Ascione, Vita di corte al tempo di Carlo di Borbone nel Palazzo Reale di Napoli, Arte'm, Napoli, 2013. ISBN 978-88-569-0408-6 in particolare pp. 76-81; 112-116). A Piedimonte Matese (CE), nella chiesa dell'Annunziata, rappresenta la tela delle Nozze di Cana (mq. 40), 1732.
Gli affreschi documentati in altre dimore nobiliari non sono giunti ai nostri giorni.
Fu anche un famoso ritrattista lo dimostrò a Vienna, ma anche a Napoli ci sono Il ritratto dei figli del Duca di Bovino, oggi al Museo Civico Gaetano Filangieri e il Ritratto del Marchese Niccolò Fragianni.
Una curiosità della sua produzione è l'allestimento annuale del presepe per il re Carlo di Borbone, che dal 1740 fu affidata al pittore, purtroppo non abbiamo notizie circa la composizione di questa opera della tradizione napoletana presto condivisa anche dai Borboni che si napoletanizzarono fin dall'inizio della loro reggenza del Regno.